# Трир-Саарбург (район)
Трир-Саарбург (нем. Trier-Saarburg) — район в Германии. Центр района — город Трир. Район входит в землю Рейнланд-Пфальц. Занимает площадь 1091 км². Население — 139 821 чел. Плотность населения — 128 человек/км².
Официальный код района — 07 2 35.
Район подразделяется на 103 общины.

## Города и общины

### Управление

#### УправлениеХермескайль
1. Бешайд (402)
2. Бойрен (961)
3. Дамфлос (679)
4. Гайсфельд (563)
5. Гримбург (529)
6. Гузенбург (1 192)
7. Хермескайль (5 720)
8. Хинцерт-Пёлерт (287)
9. Наурат (224)
10. Нойхюттен (818)
11. Рашайд (541)
12. Райнсфельд (2 321)
13. Цюш (659)

#### УправлениеКонц
1. Канцем (572)
2. Конц (17 782)
3. Ниттель (1 925)
4. Обербиллиг (882)
5. Онсдорф (144)
6. Пеллинген (1 020)
7. Таверн (2 411)
8. Теммельс (650)
9. Вассерлиш (2 204)
10. Ваверн (624)
11. Веллен (738)
12. Вильтинген (1 371)

#### Управление Рувер
1. Бонерат (243)
2. Фаршвайлер (753)
3. Густерат (1 902)
4. Гутвайлер (645)
5. Херль (267)
6. Хинценбург (134)
7. Хольцерат (476)
8. Казель (1 219)
9. Корлинген (799)
10. Лоршайд (604)
11. Мертесдорф (1 678)
12. Моршайд (892)
13. Ольмут (160)
14. Осбург (2 240)
15. Плувиг (1 271)
16. Риверис (402)
17. Шёндорф (810)
18. Зоммерау (71)
19. Том (1 066)
20. Вальдрах (2 020)

#### УправлениеСаарбург-Келль
1. Айль (1 466)
2. Бальдринген (263)
3. Фиш (307)
4. Фройденбург (1 521)
5. Граймерат (1 047)
6. Хеддерт (262)
7. Хентерн (403)
8. Ирш (1 550)
9. Кастель-Штадт (385)
10. Келль-ам-Зее (1 944)
11. Кирф (744)
12. Лампаден (534)
13. Мандерн (914)
14. Маннебах (351)
15. Мерцкирхен (637)
16. Окфен (649)
17. Пальцем (1 290)
18. Пашель (255)
19. Саарбург (6 271)
20. Шиллинген (1 297)
21. Шоден (729)
22. Шёмерих (121)
23. Зерриг (1 491)
24. Табен-Родт (864)
25. Трассем (1 170)
26. Фирхерренборн (198)
27. Вальдвайлер (915)
28. Винхеринген (1 557)
29. Церф (1 604)

#### УправлениеШвайх-ан-дер-Рёмишен-Вайнштрассе
1. Беконд (796)
2. Детцем (537)
3. Энш (469)
4. Фелль (2 345)
5. Фёрен (2 666)
6. Кен (2 494)
7. Клюссерат (1 118)
8. Кёверих (329)
9. Лайвен (1 477)
10. Лонген (90)
11. Лонгуйх (1 216)
12. Меринг (2 193)
13. Наурат (418)
14. Пёлих (404)
15. Риоль (1 134)
16. Шлайх (210)
17. Швайх (6 502)
18. Тёрних (170)

#### Управление Трир-Ланд
1. Ах (1 152)
2. Франценхайм (330)
3. Хоквайлер (259)
4. Игель (2 016)
5. Кордель (2 187)
6. Лангзур (1 679)
7. Невель (2 813)
8. Ралинген (2 015)
9. Трирвайлер (3 462)
10. Вельшбиллиг (2 527)
11. Цеммер (2 881)